# Drejø Sogn
Drejø Sogn er et sogn i Svendborg Provsti (Fyens Stift).
I 1800-tallet var Drejø Sogn et selvstændigt pastorat. Det hørte til Sunds Herred i Svendborg Amt. Det meste af Drejø sognekommune – bl.a. Drejø, Skarø og Hjortø – blev i 1964 indlemmet i Svendborg Købstad, som ved kommunalreformen i 1970 blev kernen i Svendborg Kommune. Birkholm blev indlemmet i Marstal Handelsplads, der ved kommunalreformen indgik i Marstal Kommune og i 2006 i Ærø Kommune.
I Drejø Sogn ligger Drejø Kirke og Skarø Kirke.
I sognet findes følgende autoriserede stednavne:
- Drejet (areal)
- Drejø (ejerlav)
- Drejø By (bebyggelse)
- Flæskholm (areal)
- Grydholm (areal)
- Græsholm (areal)
- Hjelmshoved (areal, bebyggelse)
- Hjortø (areal, bebyggelse, ejerlav)
- Høllehoved (areal)
- Knappen (areal)
- Mejlholm (areal)
- Mejlhoveds Odde (areal)
- Næbbesodde (areal)
- Odden (areal)
- Skarø (areal, ejerlav)
- Skarø By (bebyggelse)
- Skoven (areal)
- Skovens Vig (vandareal)
- Vigen (vandareal)